# Ludwig VI. (Pfalz)

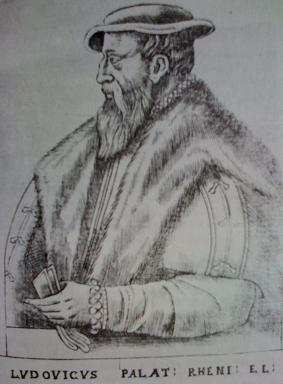
Kurfürst Ludwig VI. von der Pfalz

Ludwig VI. von der Pfalz (* 4. Juli 1539 in Simmern; † 22. Oktober 1583 in Heidelberg) aus der Familie der Wittelsbacher war Pfalzgraf von Simmern und Kurfürst von der Pfalz von 1576 bis 1583.

## Leben
Ludwig war ein Sohn des Kurfürsten Friedrich III. (1515–1576) aus dessen Ehe mit Marie (1519–1567), Tochter des Markgrafen Kasimir von Brandenburg-Kulmbach. Ludwig wurde durch seine Mutter und am Hof des Markgrafen Philibert von Baden in der lutherischen Lehre unterwiesen. Um die französische Sprache zu erlernen, besuchte Ludwig 1554 die burgundische Universität Dole. Als präsumtiver Erbe der Kurwürde in der Pfalz nahm er bereits am Hof des Kurfürsten Ottheinrich an den Regierungsgeschäften teil. Von 1563 bis zum Tod seines Vaters war er kurfürstlicher Statthalter der Oberpfalz.
Im Gegensatz zu seinem Vater Friedrich III. hing er nicht dem calvinistischem Protestantismus an, sondern bevorzugte den lutherischen. Ludwig unterzeichnete die Konkordienformel von 1577 und das Konkordienbuch von 1580 in eigenem Namen und als Mitvormund für die Markgrafen Ernst Friedrich (1560–1604) und Jakob III. (1562–1590) von Baden. Beeinflusst wurde er dabei von seiner Gemahlin, der Lutheranerin Elisabeth von Hessen. Dies führte ihn vermehrt in Widerspruch zu seinem Vater, der begann Ludwigs jüngeren Bruder Johann Kasimir zu bevorzugen. Die Auseinandersetzung der Brüder erreichte nach dem Tod des Vaters im Streit um die Auslegung dessen Testaments einen Höhepunkt, der erst 1578 beigelegt werden konnte.
Im Frühjahr 1577 kam er, ohne zuvor seinen Vater noch einmal aufgesucht zu haben, nach Heidelberg. Das Luthertum setzte Ludwig auch an der Universität Heidelberg durch, unter anderem (gegen den Willen seines inzwischen verstorbenen Vaters) durch die Verfolgung aller Calvinisten. Die calvinistischen Theologen fanden bei Fürst Johann Kasimir in Neustadt an der Weinstraße Schutz und errichteten das Collegium Casimirianum. Im Truchsessischen Krieg war Ludwig der einzige lutherische Reichsfürst, der auf der Seite des kölnischen Kurfürsten und Erzbischofs Gebhard von Waldburg stand. Bei der lutherischen Neuorganisation des Landes, die Kurfürst Ottheinrich 1556 bis 1559 bereits vorbereitet hatte, erließ Ludwig eine neue Hofordnung, eine Polizeiordnung und 1582 eine Große Landesordnung.
Ludwig VI. gehörte von 1577 bis zu seinem Tod der Vormundschaftsregierung der Markgrafschaft Baden-Durlach an, die für die Zeit ernannt wurde, bis der Erbe Ernst Friedrich volljährig war. Ludwig, der schon seit seinem 21. Lebensjahr „brustleidend“ war und dessen Leibarzt Georg Marius war, starb 1583 erst 44-jährig in Heidelberg und wurde in der dortigen Heiliggeistkirche begraben.
Nach Ludwigs Tod wurde Johann Kasimir bis 1592 Kuradministrator der Pfalz.

## Ehen und Nachkommen
Kurfürst Ludwig VI. heiratete am 8. Juli 1560 in Marburg Prinzessin Elisabeth (1539–1582), Tochter des Landgrafen Philipp I. von Hessen. Aus der Ehe gingen zwölf Kinder hervor:
- Anna Maria (1561–1589)

⚭ 1579 (den nachmaligen) König Karl IX. von Schweden (1550–1611)
- Elisabeth (*/† 1562)
- Dorothea Elisabeth (*/† 1565)
- Dorothea (1566–1568)
- Friedrich Philipp (*/† 1567)
- Johann Friedrich (*/† 1569)
- Ludwig (1570–1571)
- Katharina (1572–1586)
- Christine (1573–1619)
- Friedrich IV. (1574–1610), Kurfürst von der Pfalz

⚭ 1593 Prinzessin Louise Juliane von Nassau-Oranien (1576–1644)
- Philipp (*/† 1575)
- Elisabeth (1576–1577)

In zweiter Ehe heiratete er am 12. Juli 1583 in Heidelberg Anna (1562–1621), Tochter des Fürsten Edzard II. von Ostfriesland. Die nur wenige Monate dauernde Ehe blieb kinderlos.